# Громовници*
Громовници* (енгл. Thunderbolts*) је амерички суперхеројски филм из 2025. године, заснован на истоименом тиму из Марвелових стрипова. Представља 36. филм Марвеловог филмског универзума. Филм је режирао Џејк Шрајер, према сценарију који су написали Ерик Пирсон и Џоана Кало, док главне улоге тумаче Флоренс Пју, Себастијан Стен, Вајат Расел, Олга Куриленко, Луис Пулман, Џералдина Висванатан, Крис Бауер, Вендел Пирс, Дејвид Харбор, Хана Џон Кејмен и Џулија Луј Драјфус. Радња филма прати групу антихероја која је ухваћена у смртоносну замку и принуђена да сарађује на опасној мисији.
Marvel Studios је први пут најавио филм о Громовницима 2021. године. Развој филма је званично почео у јуну 2022, када је откривено учешће Шрајера и Пирсона. Глумачка постава је објављена тог септембра, а Ли Сунг Ђин се придружио у марту 2023. како би преправио сценарио. Продукција филма је била одложена због штрајка холивудских сценариста и глумаца 2023, због чега су неки глумци напустили пројекат и били замењени почетком 2024. године. Снимање је трајало од фебруара до јуна 2024, на локацијама у Атланти, Јути и Куала Лумпуру.
Филм је премијерно приказан 22. априла 2025. у Лондону, док је у америчким биоскопима изашао 2. маја исте године, односно дан раније у Србији. Наишао је на позитивне рецензије критичара и зарадио преко 382 милиона долара широм света.

## Радња
У Малезији, Јелена Белова уништава једну лабораторију по налогу директорке ЦИА, Валентине Алегре де Фонтејн, која очајнички покушава да уклони доказе о својој умешаности у пројекат „Сентри” који спроводи организација O.X.E. Како Валентини прети опозив због сарадње са O.X.E. групом, она тајно шаље плаћенике Јелену, Џона Вокера, Ејву Стар и Антонију Дрејков у тајни објекат O.X.E. групе, са циљем да се међусобно поубијају. У борби која следи, Ејва убија Антонију, а човек по имену Боб, који пати од амнезије, ослобађа се из капсуле за суспендовану анимацију у истој просторији. Када схвате да их је Валентина послала да буду спаљени заједно са свим доказима њеног илегалног деловања, удружују се како би побегли из замке. Након што ступе у физички контакт са Бобом, Јелена и Вокер кратко доживе визије неких од својих најгорих успомена.
Валентина сазнаје да је група преживела и да је Боб био добровољац који се водио као мртав у „Сентри” испитивањима. Када она стигне на место догађаја, Боб направи диверзију тако што скреће непријатељску ватру на себе, омогућивши Јелени, Вокеру и Ејви да побегну. Боб не задобија никакве повреде након што је упуцан, али затим неконтролисано полеће у ваздух, само да би се срушио назад у комплекс, где га заробљавају и одводе у некадашњу Кулу Осветника на Менхетну, сада преименовану у „Кулу стражара”. Валентина планира да представи Боба јавности као супермоћног заштитника налик Осветницима, надајући се да ће тим ПР потезом избегнути опозив. У међувремену, Алексеј Шостаков, који је чуо детаље о Валентининој завери док је радио као њен возач, спасава Јелену, Вокера и Ејву. Алексеј групу назива „Громовници”, по фудбалском тиму у којем је Јелена играла као дете.
Валентинини агенти крећу у потеру за Громовницима, али њих на крају хапси конгресмен Баки Барнс, који намерава да их доведе као сведоке у поступку опозива. Када сазна да је Боб био субјект у једном од строго поверљивих Валентининих експеримената, Барнс им се придружује и одлази с њима у Њујорк како би се инфилтрирали у Кулу стражара. Громовници откривају да је Валентина убедила Боба да пређе на њену страну. Према њеним наређењима, Боб лако савлада Громовнике, али им допушта да се повуку, више их не сматрајући претњом. Боб развија комплекс бога и окреће се против Валентине, али га њена асистенткиња Мел онеспособи тајним уређајем за онеспособљавање. То изазива појаву Празнине — Бобовог деструктивног алтер ега и отелотворења његове депресије и несигурности, насталих као последица експеримента и већ поремећене психе — која почиње да обавија Њујорк натприродном тамом, заробљавајући грађане у џепне димензије.
Схватајући да Празнину може победити само изнутра, Јелена улази у таму да допре до Бобове свести. Тамо се суочава са својом трауматичном прошлошћу Црне Удовице и затиче Боба како се крије у реплици своје дечје собе, у којој се као дечак скривао од насилног оца. Остали Громовници им се придружују, и заједно путују до сећања на Бобов први експеримент у Малезији, када се добровољно пријавио за поступак, надајући се да ће поправити себе након што се одао наркотицима. Громовници се суочавају са Празнином, али их она брзо надјачава. Док борба прети да потпуно уништи Боба, тим интервенише, исказујући своју веру у њега. Њихово јединство даје Бобу снагу да поврати контролу, савлада Празнину и врати светлост граду, ослобађајући његове становнике.
Са неутралисаном претњом, Громовници се припремају да ухапсе Валентину, али она манипулише јавним мњењем тако што организује конференцију за штампу на којој их представља јавности као Нове Осветнике, приписујући заслуге себи. Громовници пристају на ово, али Јелена тихо каже Валентини: „Сада те ми држимо у шаци”. У сцени након одјавне шпице, Нови Осветници и Боб разговарају о недавној свађи са Семом Вилсоном око тога ко има право на име „Осветници” и да ли треба да тужи тим због повреде жига, као и о текућем проблему у свемиру, када приме сигнал за помоћ са свемирског брода који носи велики симбол „4”.

## Улоге
| Глумац               | Улога                                     |
| -------------------- | ----------------------------------------- |
| Флоренс Пју          | Јелена Белова                             |
| Себастијан Стен      | Баки Барнс                                |
| Вајат Расел          | Џон Вокер / Амерички Агент                |
| Олга Куриленко       | Антонија Дрејков / Мајстор Задатака       |
| Луис Пулман          | Роберт „Боб” Рејнолдс / Сентри / Празнина |
| Џералдина Висванатан | Мел                                       |
| Крис Бауер           | Холт                                      |
| Вендел Пирс          | конгресмен Гари                           |
| Дејвид Харбор        | Алексеј Шостаков / Црвени Стражар         |
| Хана Џон Кејмен      | Ејва Стар / Дух                           |
| Џулија Луј Драјфус   | Валентина Алегра де Фонтејн               |